# Academia Militar Prusiana

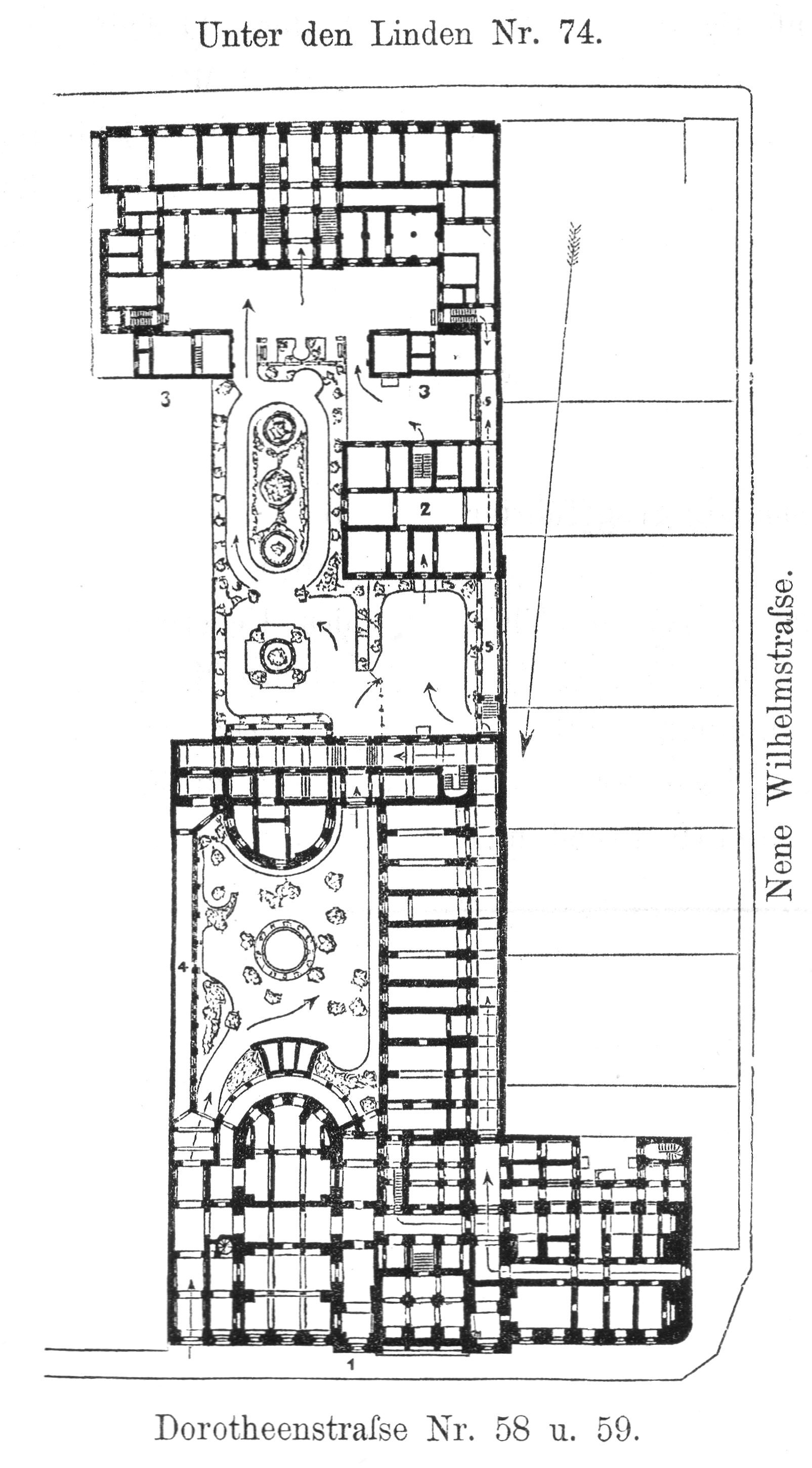
Plano de disposición de la academia de guerra con el sistema de teorías en Dorotheenstrasse.

La Academia Militar Prusiana (también citada en ocasiones como la Academia Prusiana de la Guerra, la Academia Militar de Berlín, en su forma original como la Preußische Kriegsakademie o incluso la Academia de Guerra Prusiana) era la academia militar del reino de Prusia. Fundada por Gerhard von Scharnhorst en Berlín el 15 de octubre de 1810, fue reestructurada después de la Primera Guerra Mundial y se disolvió durante la Segunda Guerra Mundial.
El graduarse en la academia era un requisito previo para ascender al cuerpo general prusiano (más adelante el cuerpo general alemán). Carl von Clausewitz fue uno de sus primeros estudiantes en 1801, mientras que otros mariscales, incluidos los asistentes de campo von Steinmetz, von Moltke y von Blumenthal, se graduaron en las décadas de 1820 y 1830.
- Datos: Q144242
- Multimedia: Preußische Kriegsakademie (Berlin-Mitte) / Q144242